# Pasigrafía
La pasigrafía es un tipo de representación gráfica que busca hacer inteligible un texto a cualquier persona que lo lea (la partícula "pasi" en griego significa para todos), independientemente de la lengua que este hable (como ocurre con los números). Se basa en la escritura de conceptos en vez de palabras o fonemas.